# Paranzella

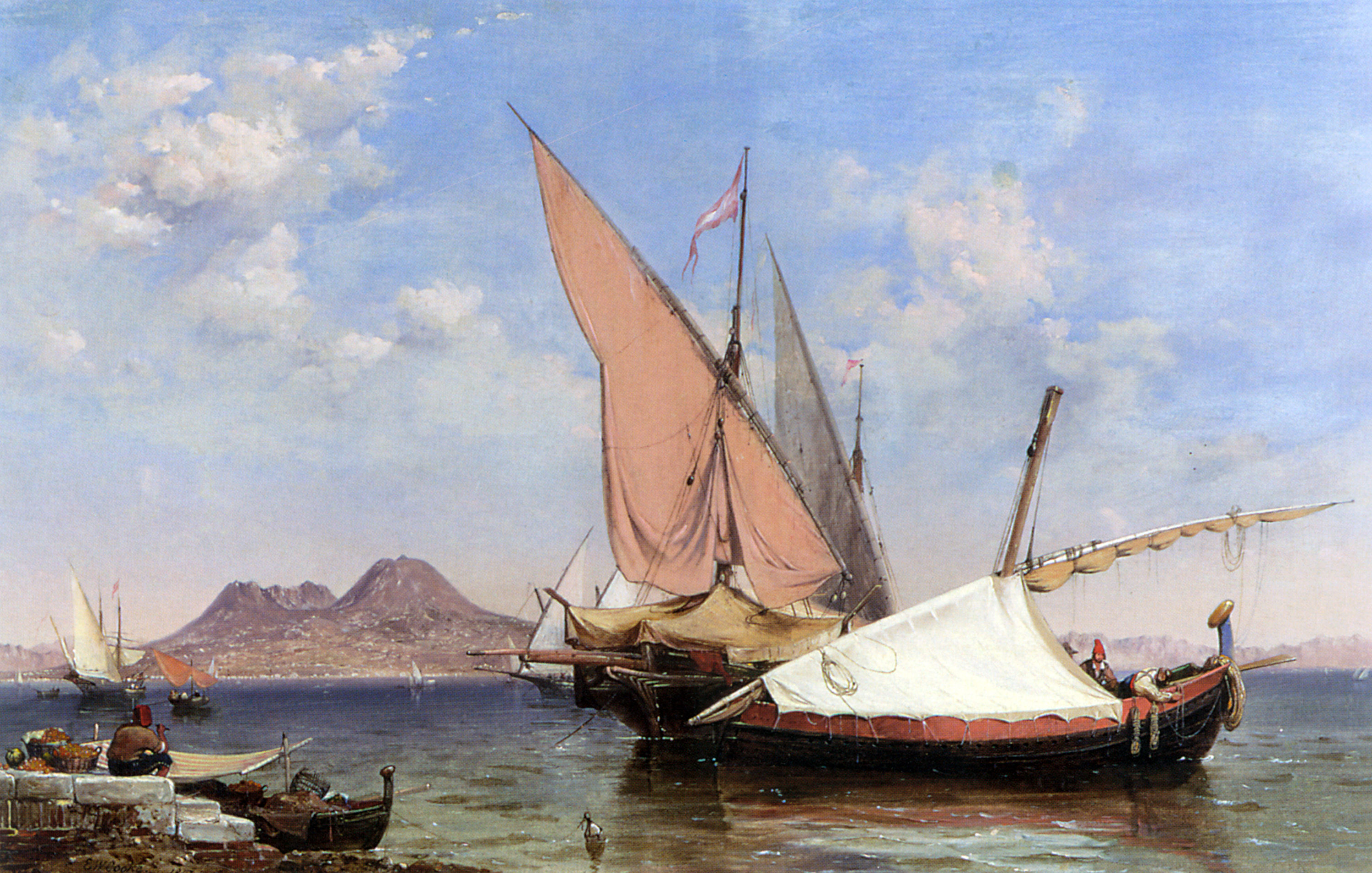
Eine Paranzella mit einem Nachtzelt vor Neapel.

Paranzella war ein einmastiges Fischereifahrzeug in der italienischen Region um Neapel. 
Paranzella kommt aus dem neapolitanischen Dialekt und ist die diminutive Form von Paranza. Dies wiederum bedeutet Gruppe, Brigade, auch Gruppe der Camorra. In der Grundnetzfischerei, in den größeren Tiefen des Mittelmeeres, wurden mehrere Paranzella beim Netzzug eingesetzt. 
Der nach vorn geneigte Mast führte ein Lateinersegel. Das um die 10 m lange Fahrzeug verfügte über einen abgerundeten Achtersteven und einen hochgezogenen und binnenbord gebogenen Vorsteven. Diese Fahrzeuge wurden bis ins 20. Jahrhundert verwendet und sogar von italienischen Auswanderern in der amerikanischen Bucht von San Francisco nachgebaut und eingesetzt.